# 高橋成夫
高橋 成夫（たかはし しげお、1912年3月29日 - 1990年11月4日）は、日本の水泳選手。実業家としては浅間善次郎の名で知られる。

## 経歴
1912年、東京府荏原郡入新井町（現大田区大森）出身。旧制荏原中学校（現在の日本体育大学荏原高等学校）から早稲田大学商学部に進学。
1932年、ロサンゼルスオリンピック競泳男子100m自由形5位。1936年、ベルリンオリンピック水球出場。極東選手権競技大会などでも主に競泳選手として活躍した。
大学卒業後に千代田貿易に入社し、海外貿易実務に携わる。1948年に八千代田産業を創業してスイスの工作機械会社と代理店契約を結ぶなど事業拡大に手腕を発揮した。
1980年に日本工作機械輸入協会第4代会長に就任し、1990年まで務める。
1989年黄綬褒章。

## 選手時代の主な実績
- 1930年全国学生水上競技大会（現：インカレ）　50m自由形優勝　200mリレー優勝
- 1931年日本選手権　100m自由形2位
- 1931年全国学生水上競技大会　50m自由形優勝　100m自由形優勝　200mリレー優勝
- 1932年ロサンゼルスオリンピック　100m自由形5位
- 1932年全国学生水上競技大会　50m自由形優勝　200mリレー優勝
- 1933年全国学生水上競技大会　50m自由形優勝　200mリレー優勝
- 1934年全国学生水上競技大会　50m自由形優勝　200mリレー優勝
- 1935年全国学生水上競技大会　50m自由形優勝　200mリレー優勝

全国学生水上競技大会で個人種目6連覇は史上最長